# Гетто
Ге́тто (от итал. ghetto nuovo «новая литейная») — части крупных городов, отведенные для добровольного или принудительного проживания меньшинств в современном мире в результате социального, правового или экономического давления. Изначально термин употреблялся только для районов проживания иудеев или евреев, а позже для обозначения неблагополучных районов в целом.

## История

### Появление
Термин берёт начало в 1516 году в венецианском гетто (итал. Ghetto di Venezia) — изолированном каналами участке земли в районе Каннареджо (Венеция), где предписывалось жить венецианским евреям.
Однако само явление появилось значительно раньше. Обычно евреи селились вместе самостоятельно, а не по принуждению. Британский историк Мэри Смоллвуд назвала квартал «Дельта» в египетской Александрии, куда были переселены евреи во время погрома 38 года, первым гетто в истории, и многие историки согласны с ней. В VI веке в Константинополе евреи по собственной воле жили в отдельном квартале.
В 1539 году в Арагоне был издан указ, предписывающий всем евреям жить исключительно в специально отведённом для них квартале. В дальнейшем еврейские гетто появились в Германии, Франции, Швейцарии и Италии.
В 1555 папа Павел IV издал буллу, согласно которой евреи всех папских земель должны были селиться в раз и навсегда отведенных для этого местах, огражденных стеной, и не имели права покидать пределы гетто в ночное время и дни христианских праздников. Выходить на территорию города евреи должны были в специальных желтых шляпах. В гетто могла быть только одна синагога. Внутри поселения жизнь регулировалась раввинами. Контроль за порядком осуществляли стражники-христиане, охранявшие ворота гетто. Подобный режим существования гетто утвердился в Италии, Германии, Чехии, Польше, Литве. Крупнейшие гетто были в Риме, Венеции, Франкфурте-на-Майне и Праге.
Несмотря на рост населения, расширять территорию гетто не разрешалось, вследствие чего перенаселенные еврейские кварталы очень быстро приходили в антисанитарное состояние. Поэтому словом «гетто» часто называют районы, населенные городской беднотой. Система еврейских гетто в Европе была сокрушена в период наполеоновских войн. Император Франции утверждал в завоеванных странах систему гражданского права, которое не допускало возможность дискриминации человека по религиозному признаку. Последнее гетто в Европе — римское — было упразднено только в 1870, когда Рим был присоединен к Итальянскому королевству в ходе Рисорджименто. На территориях Речи Посполитой, отошедших к Российской империи в конце XVIII — начале XIX века гетто сохранились лишь в нескольких городах, в которых вплоть до 1862 было ограничено право поселения евреев вне специально отведенных улиц.

### XX век
В первой половине XX века к идее «гетто» вернулись в некоторых вновь образованных европейских странах-лимитрофах, например Гетто за партами (см. Санация (Польша)). Оно обозначало сегрегацию в вузах: евреям предписывалось сидеть отдельно от остальных учащихся.
В период Второй мировой войны словом «гетто» стали называть жилищные зоны оккупированных территорий Третьим Рейхом, которые были созданы в целях уничтожения еврейского населения. Эта изоляция была частью политики так называемого «окончательного решения еврейского вопроса». Почти все узники еврейских гетто были уничтожены во время Холокоста (см. Катастрофа европейского еврейства). Крупнейшее гетто периода войны находилось в Варшаве. Вооружённые восстания узников Варшавского гетто в апреле 1943 года и Белостокского гетто в августе 1943 года вошли в историю  антинацистской борьбы народов Европы.
В мусульманских странах компактные городские поселения евреев просуществовали до XX в., до времени массовой эмиграции в Израиль. В настоящее время термин «гетто» иногда употребляется для районов города, где селятся национальные меньшинства (например, афроамериканское гетто в Нью-Йорке — Гарлем).

## Гетто в США
В настоящее время словом «гетто» в США часто называют районы городов США, населённые «цветными меньшинствами» — в основном афроамериканцами, пуэрториканцами, латиноамериканцами и т. д. (см. Афроамериканцы#Внутренняя миграция).
Ключевой особенностью, которая развивалась в постиндустриальную эпоху и продолжает символизировать демографию американских гетто по сей день, является преобладание бедности. Бедность является отличительной чертой гетто от других пригородных или частных кварталов. Высокий процент бедности частично оправдывают миграционные трудности, которые стремятся ограничить социальные возможности и неравенства в обществе.
Городские районы в США часто могут быть классифицированы как «чёрные» или «белые», жителей которых, прежде всего, объединяет принадлежность к одной расовой группе.
Спустя сорок лет после эпохи борьбы афроамериканцев за гражданские права (1955—1968) Соединённые Штаты в большинстве своём по-прежнему остаются сегрегированным обществом, в котором «чёрные» и «белые» населяют разные районы, значительно отличающиеся качеством жизни.
После проведения антидискриминационной политики в жилищно-трудовой сфере, вызванной движениями за гражданские права, члены «чёрного» среднего класса начали выходить из гетто.
Современные афроамериканские гетто характеризуются населением одного этнического происхождения, распространенностью преступлений, социальных проблем и политическим бесправием. Шарон Зукин утверждает, что из-за этих соображений в обществе появился термин «плохой район». Многие ученые называют всю эту ситуацию в США как «век крайностей». Этот термин утверждает, что неравенство богатства и власти усиливает территориальное разделение, например, рост дорогих коттеджных поселков можно сравнить с процессом «геттолизацией» у бедного населения.
Несмотря на то, что в основном термин «гетто» используют для обозначения бедной, культурно или расово однородной городской местности, не все дома в афроамериканских гетто ветхие и дешевые, не все жители гетто страдают от нищеты. Для многих афроамериканцев, гетто означает слово «дом»: место зарождения подлинной афроамериканской культуры, место борьбы и страдания за право быть чёрным в Америке.
Ежеквартальный журнал The Geographical Review утверждает, что степень жилищной сегрегации чернокожего населения больше, чем в любой другой этнической группе населения Америки, но чернокожие не имели политической власти, необходимой для осуществления контроля над улучшением здравоохранения, образования и благосостояния. Ученые были заинтересованы в изучении афроамериканских гетто именно по причине низкого уровня жизни резидентов и их подверженности социальным проблемам. Перед американскими гетто также стоит проблема географических и политических барьеров, и, как подчёркивает Дорин Мэсси, расовая сегрегация в афроамериканских гетто бросает вызов демократическим основам Америки.